# Налорфин
Налорфи́н (Nalorphini hydrochloridum — N-аллилнорморфина гидрохлорид) — агонист-антагонист опиоидных рецепторов.
Синонимы: Анторфин, Anarcon, Lethidron, Nalorphine hydrochloride, Nalline, Norfin и др.

## Общая информация
По химическому строению налорфин близок к морфину и отличается лишь наличием аллильного остатка вместо метильного при атоме азота пиперидинового кольца. Эта относительно небольшая модификация структуры морфина привела к получению соединения, оказавшегося не только агонистом κ-опиатных рецепторов, но и антагонистом по отношению к μ-опиатным рецепторам.
Налорфин в силу агонистического действия оказывает анальгетический эффект, однако в значительно меньшей степени, чем морфин. Как антагонист он ослабляет угнетение дыхания, понижение артериального давления. Аритмии сердца и другие изменения в деятельности организма, которые могут вызываться морфином и его аналогами, снимаются налорфином. Налорфин уменьшает также анальгезирующее действие морфина и других наркотических анальгетиков и их влияние на тонус гладкой мускулатуры.
Первоначально, до появления «чистого» антагониста морфина — налоксона, налорфин использовали в качестве антидота при резком угнетении дыхания и других нарушениях функций организма, вызванных острым отравлением при передозировке морфина, промедола, фентанила или других наркотических анальгетиков, либо при повышенной чувствительности к ним.
В настоящее время налорфин для этой цели практически не используется; его заменил налоксон.
Присущее налорфину умеренное анальгезирующее действие не может быть использовано в практических целях, так как он может вызывать психическое возбуждение, тревожное состояние, галлюцинации.
В случае применения налорфина в качестве антидота опиатов его вводят внутривенно, внутримышечно или подкожно. Более эффективно внутривенное введение. Взрослым назначают по 0,005—0,01 г (1—2 мл 0,5 % раствора). При недостаточном эффекте инъекции повторяют с промежутками 10—15 мин. Общая доза не должна превышать 0,04 г (8 мл 0,5 % раствора).
Новорождённым вводят в пупочную вену 0,0001—0,00025 г (0,2—0,5 мл 0,05 % раствора), при необходимости можно повторить инъекции с промежутками 1—2 мин; общая доза должна быть не больше 0,0008 г (0,8 мг).
Введение налорфина обычно не сопровождается побочными явлениями. Большие дозы могут обусловить тошноту, миоз, сонливость, головную боль, психическое возбуждение.
У наркоманов (морфинистов) применение налорфина может вызвать характерный приступ явлений абстиненции.
Для лечения хронического морфинизма налорфин не используется.
При угнетении дыхания и нарушениях кровообращения, вызываемых барбитуратами, циклопропаном, этиловым эфиром, налорфин антагонистического действия не оказывает. В этих случаях применяют бемегрид.

## Физические свойства
Белый или белый со слегка желтоватым оттенком кристаллический порошок (на воздухе и на свету темнеет). Легко растворим в воде, трудно — в спирте.

## Форма выпуска
Форма выпуска: 0,5 % раствор в ампулах по 1 мл (для взрослых) и 0,05 % раствор в ампулах по 0,5 мл (для новорождённых).

## Хранение
Хранение: список А. В банках оранжевого стекла; ампулы — в защищённом от света месте.